# Glendale (Wisconsin)
Glendale es una ciudad ubicada en el condado de Milwaukee en el estado estadounidense de Wisconsin. En el Censo de 2010 tenía una población de 12.872 habitantes y una densidad poblacional de 832,62 personas por km².

## Geografía
Glendale se encuentra ubicada en las coordenadas 43°7′34″N 87°55′38″O / 43.12611, -87.92722. Según la Oficina del Censo de los Estados Unidos, Glendale tiene una superficie total de 15.46 km², de la cual 14.93 km² corresponden a tierra firme y (3.43%) 0.53 km² es agua.

## Demografía
Según el censo de 2010, había 12.872 personas residiendo en Glendale. La densidad de población era de 832,62 hab./km². De los 12.872 habitantes, Glendale estaba compuesto por el 79.4% blancos, el 14.08% eran afroamericanos, el 0.25% eran amerindios, el 3.18% eran asiáticos, el 0.08% eran isleños del Pacífico, el 0.73% eran de otras razas y el 2.28% pertenecían a dos o más razas. Del total de la población el 3.61% eran hispanos o latinos de cualquier raza.